# أرشيدة (لمريجة)
أرشيدة هي إحدى مشيخات المملكة المغربية، تتبع جغرافيا لإقليم جرسيف وإداريًا للمريجة. يقدر عدد سكانها بـ 1806 نسمة حسب الإحصاء الرسمي للسكان والسكنى لسنة 2004.